# بیمارستان بیومانت (دوبلین)
بیمارستان بیومانت (دوبلین) (به انگلیسی: Beaumont Hospital, Dublin) بیمارستانی بهداشت خدمات اجرایی در شهر شهرستان دوبلین کشور ایرلند است که در سال ۱۹۸۷ میلادی ساخته شده و دارای ۸۲۰ تخت است.